# 淑媛李氏 (朝鮮中宗)
淑媛李氏（숙원 이씨，？—1520年），朝鮮中宗的後宮，父親為李白先（이백선），生有二女貞順翁主（정순옹주，夫婿為礪城尉宋寅）與孝靜翁主（효정옹주，夫婿為淳原尉趙義貞）。 
關於淑媛李氏的記載，正史上幾乎沒有，反而是其女孝靜翁主境遇悲慘。孝靜翁主在中宗39年因產後病而死，其夫婿趙義貞因寵愛妾室，竟晚了好幾天才通報，導致無法救治；當時中宗非常憤怒，將趙義貞及其妾室均流放遠地。

## 電視劇中的淑媛李氏
韓國電視劇《大長今》裡，淑媛李氏的姓名為李連生，是水剌間內人出身，為女主角長今的好友；後被中宗寵幸、成為承恩尚宮，之後再被封為淑媛。
連生的角色雖以淑媛李氏為範本，但是電視劇很明顯與正史不符的是，淑媛李氏在中宗十五年便已過世，電視劇中連生卻在中宗過世後多年仍然健在。因此，大长今李連生的原型大概是昌嬪安氏。